# Елбонов, Михаил Гомбоевич
Михаи́л Гомбо́евич Елбонов (5 октября 1945, Угнасай, Бурят-Монгольская АССР — 18 марта 2023, Улан-Удэ) — бурятский актёр, народный артист Российской Федерации (1995), народный артист Бурятской АССР (1978).

## Биография
В 1969 году окончил факультет драматического искусства Ленинградского государственного института театра, музыки и кинематографии, курс Н. К. Децика и Леонида Макарьева.
С 1969 года и до конца жизни — актёр Бурятского академического театра драмы им. Х. Намсараева. За 54 года работы в театре создал свыше 150 ролей в спектаклях национальной, русской, зарубежной и мировой драматургии. Спектакли с участием Михаила Елбонова неоднократно награждались почётными грамотами и наградами Правительств России и Монголии.
В 2005 году организовал конкурс «Юный Будамшуу», в котором принимали участие дети районов Бурятии. С 2008 года конкурс получил международный статус, в нём участвуют юные дарования из Монголии, Китая, Бурятии, Иркутской области и Калмыкии.
В 2009 году Михаил Елбонов создал актёрскую студию в Бурятском училище культуры и искусств.
В 2014 году открыт этно-лагерь «Будамшуу» на Байкале. В летний период с 2014 по 2016 год языковой летний лагерь «Будамшуу» посетило около 70 детей от 7 до 16 лет из городов Улан-Удэ, Москвы, Улан-Батора и районов Бурятии.
В 2016 году открыта школа-студия «Будамшуу». Опытные именитые педагоги раскрепощают детей, помогают им обрести уверенность в себе, учат владеть своими эмоциями и раскрывают их творческий потенциал. В рамках деятельности школы разрабатываются и внедряются детские развивающие карточки для обучения малышей бурятскому языку.
Все проекты народного артиста направлены на развитие и сохранение бурятского языка и культуры.
Скончался 18 марта 2023 года на 78-м году жизни в Улан-Удэ.

## Роли в театре
- Бестужев («Кольцо декабриста», Николай Дамдинов),
- Гэсэр («Гэсэр», Николай Дамдинов),
- Дон Педро («Чудеса пренебрежения», Лопе де Вега),
- Жадов («Доходное место», Александр Островский),
- Король Лир («Король Лир», Уильям Шекспир)
- Тайша («Кнут тайши», Хоца Намсараев),
- Хлестаков («Ревизор», Гоголь).

## Роли в кино
- 1976 — Три солнца
- 1981 — Крик тишины
- 1985 — Утро обречённого прииска
- 2013 — Отхончик. Первая любовь

## Награды и звания
- Орден Дружбы (14 февраля 2007 года) — за заслуги в развитии культуры и искусства, многолетнюю плодотворную деятельность[2]
- Медаль ордена «За заслуги перед Отечеством» II степени (5 июня 2000 года) — за заслуги перед государством, многолетнюю плодотворную деятельность в области культуры и искусства, большой вклад в укрепление дружбы и сотрудничества между народами[3]
- Народный артист Российской Федерации (25 апреля 1995 года) — за большие заслуги в области искусства[4]
- Заслуженный артист РСФСР (1991)
- Народный артист Бурятской АССР (1978)
- Заслуженный артист Бурятской АССР
- Заслуженный работник культуры Монголии
- Дважды лауреат Государственной премии Республики Бурятия
- Золотая медаль Чингизхана
- Почётный гражданин Республики Бурятия (2016)